# Count Zero
I Count Zero sono un gruppo musicale rock statunitense fondato a Boston nel 1996.

## Storia
Fondato da tre membri della band Think Tree, i Count Zero hanno debuttato con il loro album Affluenza nel 1996. Con l'aggiunta di un batterista e tastierista, hanno fatto il primo show al The Middle East a Cambridge e hanno così, creato il primo gruppo di fans. Il nome del gruppo (che letteralmente significa "conto alla rovescia") è anche il titolo di un celebre romanzo di fantascienza cyberpunk dello scrittore William Gibson (in italiano Giù nel ciberspazio) del 1986.
Nel 2004 hanno fatto un tour con i The Dresden Dolls.
I Count Zero hanno collaborato con la serie di videogiochi musicali Guitar Hero, incidendo due brani: Sail Your Ship By nel 2005 per il primo Guitar Hero, e Radium Eyes nel 2007 per il secondo capitolo Guitar Hero II.

## Stile
I Count Zero descrivono il loro suono come «un ossessivo mix di musiche classiche e moderne... dal retro-groove all'indie-rock all'elettronic pop al country twang. Il suono "grezzo" mescola molto bene le orchestrazioni tipiche dei Radiohead e gli inaspettati suoni/sample, creando così un'unica esperienza sonora anche per le orecchie "più esperte"... combina il flair per la melodia e la complessità dei The Flaming Lips e dopo dei Blur, il cervello dei Talking Heads/Brian Eno e il potere dei Led Zeppelin and Sly Stone».

## Formazione
- Peter Moore - voce
- Will Ragano - chitarra
- Izzy Maxwell - basso
- Joel Simches - tastiera
- Hari Hassin - batteria

## Discografia
Le note sono specificate dopo il punto e virgola ";".

### Album
- 1997 - Affluenza
- 2001 - Robots Anonymous
- 2005 - Little Minds

### Singoli
- 2007 - Radium Eyes; solo per il download digitale